# Alfredo Versace
Alfredo Versace (Torino, 4 giugno 1969) è un giocatore di bridge italiano.

## Biografia
Considerato uno dei più forti giocatori al mondo, comincia come campione di bridge del vivaio torinese. Nato nel 1969, ha iniziato a giocare a bridge a soli 11 anni ed è a quella età che ha vinto il suo primo torneo di circolo giocandolo in coppia con la madre. Sul piano nazionale Versace ha vinto 15 titoli Nazionali a Squadre Open (1985, 1988, 1991, 1993, 1995, 1999, 2001, 2002, 2003, 2005, 2006, 2007, 2008, 2009  e 2011) e 14 Coppe Italia (1990, 1991, 1994, 1996, 1999, 2003, 2004, 2006, 2007, 2008, 2009, 2010, 2011). Nel Palmares Internazionale annovera: 4 Titoli Olimpici, 2 Bermuda Bowl, 8 Campionati Europei, 6 Champions Cup, Un Sunday Times a Londra e molti Festival Mondiali.
Fa parte del Blue Team.